# Leitón Jiménez
Leitón Jiménez Romero (n. Juradó, Chocó, Colombia; 26 de abril de 1989) es un futbolista colombiano nacionalizado mexicano que se desempeña en la posición de defensa central. Actualmente es Jugador libre.

## Trayectoria

### Independiente Medellín
Inició su carrera en el Independiente Medellín. El 19 de febrero de 2009 debuta en el empate aun gol frente al Real Cartagena como locales. El 11 de marzo anota por duplicado por primera vez en su carrera en un clásico frente a Atlético Nacional, marcando así sus dos primeros goles en el profesionalismo saliendo como la figura del partido en la victoria 1-2.
En mayo de 2010, en un partido por el Torneo Apertura, sufre una lesión en la rodilla derecha que lo deja incapacitado por ocho meses de la actividad futbolística.

### Jaguares de Chiapas
En la temporada 2012 es contratado para jugar en México, con los Chiapas Fútbol Club, donde permanece hasta la temporada 2013 teniendo un desempeño aceptable. Debuta el 19 de septiembre en el empate a un gol contra San Luis por la Copa México. Su primer gol lo hace el 19 de octubre en la victoria 2 a 0 sobre Puebla.

El 27 de enero de 2013 vuelve a marcar en la derrota 4-3 en su visita al Atlante. Vuelve y marca gol el 19 de abril en el empate a dos goles con el León.

### Tiburones Rojos de Veracruz
Al término de esa temporada es contratado para reforzar la defensa central junto a Oscar Mascorro, por los Tiburones Rojos de Veracruz, comprometidos en mantener la permanencia en la Primera División y por sus actuaciones y desempeño en el campo de juego se convirtió en un jugador titular indiscutible. No solamente es un notable defensor, sino que se da tiempo para irse al ataque, anotando varios goles que le han dado puntos al equipo porteño. El 11 de agosto debuta empatando a cero goles en su visita al Puebla. El 12 de marzo de 2014 marca su primer gol con el club dándole la victoria 2 a 1 como visitantes sobre Jaguares de Chiapas.
En el primer partido del 2015, el 9 de enero sale como la figura del partido tras anotar los dos goles de la victoria como visitantes 1-2 sobre el Santos Laguna. Vuelve y marca el 20 de febrero en la goleada 3 a 0 sobre el Toluca, un mes vuelve y marca en la goleada 4 a 0 sobre el América. Su último gol con el club lo marca el 8 de mayo en la derrota 1-2 como locales frente a Pachuca cerrando su mejor temporada con 6 goles marcados en 36 partidos disputados. Con esto contribuyó a la salvación de los escualos, que también clasificaron a cuartos de final siendo eliminados por el subcampeón Querétaro.

### Xolos de Tijuana
El 14 de junio de 2015 se hace oficial su llegada a los Xolos de Tijuana de la Primera División de México.

### Atlas de Guadalajara
El 8 de junio de 2016 en el draft de verano del fútbol mexicano, es fichado por el Atlas Fútbol Club para poder jugar el apertura. El 29 de abril de 2017 logra su primer gol de la temporada dándole la victoria su club como visitantes 2 a 1 en casa de América.

### Lobos de la BUAP
El 26 de diciembre se confirma su llegada a los Lobos de la BUAP de la Primera División de México para la temporada 2019.

### Tiburones Rojos de Veracruz (2ª Etapa)
Para el segundo semestre del 2019 ficha por el Tiburones Rojos de Veracruz, equipo donde ya había jugado. Después de un torneo es separado del Veracruz aunque hubo una polémica ya que hubo una supuesta adulteración de su firma en su finiquito.

### Correcaminos de la UAT
Llega el día 1 de enero de 2020 como agente libre a los Correcaminos de la UAT para el Clausura 2020.

### Regreso a Independiente Medellín
Después de casi nueve años, el 1 de julio de 2021 regresaría a Independiente Medellín para la temporada 2021 II.

## Clubes y estadísticas
| Club                                 | Temporada           | Liga  | Liga  | Copa Nacional | Copa Nacional | Copa Internacional | Copa Internacional | Total | Total |
| Club                                 | Temporada           | Part. | Goles | Part.         | Goles         | Part.              | Goles              | Part. | Goles |
| ------------------------------------ | ------------------- | ----- | ----- | ------------- | ------------- | ------------------ | ------------------ | ----- | ----- |
| Independiente Medellín · Colombia    | 2009                | 31    | 0     | 0             | 0             | -                  | -                  | 31    | 0     |
| Independiente Medellín · Colombia    | 2010                | 16    | 0     | 0             | 0             | 6                  | 0                  | 22    | 0     |
| Independiente Medellín · Colombia    | 2011                | 14    | 0     | 2             | 0             | -                  | -                  | 16    | 0     |
| Independiente Medellín · Colombia    | 2012                | 16    | 2     | 1             | 0             | -                  | -                  | 17    | 2     |
| Independiente Medellín · Colombia    | 2021                | 2     | 0     | 0             | 0             | -                  | -                  | 0     | 0     |
| Independiente Medellín · Colombia    | Total               | 79    | 2     | 3             | 0             | 6                  | 0                  | 86    | 2     |
| Jaguares de Chiapas · México         | 2012-13             | 25    | 3     | 2             | 0             | -                  | -                  | 27    | 3     |
| Jaguares de Chiapas · México         | Total               | 25    | 3     | 2             | 0             | 0                  | 0                  | 27    | 3     |
| Tiburones Rojos de Veracruz · México | 2013-14             | 23    | 0     | 5             | 1             | -                  | -                  | 28    | 1     |
| Tiburones Rojos de Veracruz · México | 2014-15             | 36    | 6     | 1             | 0             | -                  | -                  | 37    | 6     |
| Tiburones Rojos de Veracruz · México | Total               | 59    | 6     | 6             | 1             | 0                  | 0                  | 65    | 7     |
| Xolos de Tijuana · México            | 2015-16             | 27    | 0     | 3             | 0             | -                  | -                  | 30    | 0     |
| Xolos de Tijuana · México            | Total               | 27    | 0     | 3             | 0             | 0                  | 0                  | 30    | 0     |
| Atlas de Guadalajara · México        | 2016-17             | 28    | 1     | 0             | 0             | -                  | -                  | 28    | 1     |
| Atlas de Guadalajara · México        | 2018                | 14    | 0     | 0             | 0             | -                  | -                  | 14    | 0     |
| Atlas de Guadalajara · México        | 2018                | 16    | 0     | 2             | 0             | -                  | -                  | 18    | 0     |
| Atlas de Guadalajara · México        | Total               | 58    | 1     | 2             | 0             | 0                  | 0                  | 60    | 1     |
| Lobos de la BUAP · México            | 2019                | 7     | 0     | 4             | 0             | -                  | -                  | 11    | 0     |
| Lobos de la BUAP · México            | Total               | 7     | 0     | 4             | 0             | 0                  | 0                  | 11    | 0     |
| Total en su carrera                  | Total en su carrera | 253   | 12    | 20            | 1             | 6                  | 0                  | 279   | 13    |

## Palmarés

### Campeonatos nacionales
| Título              | Club                   | País     | Año  |
| ------------------- | ---------------------- | -------- | ---- |
| Categoría Primera A | Independiente Medellín | Colombia | 2009 |

### Distinciones individuales
| Distinción                             | Año  |
| -------------------------------------- | ---- |
| Once Ideal de la Liga MX Clausura 2015 | 2015 |